# Bannewitz
Bannewitz ist eine verwaltungsgemeinschaftsfreie Gemeinde südwestlich von Dresden im Landkreis Sächsische Schweiz-Osterzgebirge.

## Geografie

Gemarkungen der Gemeinde Bannewitz

### Nachbargemeinden
Bannewitz grenzt im Süden und Südosten an Ortsteile von Kreischa (Kleba, Brösgen, Theisewitz, Kleincarsdorf, Quohren), im Südwesten an Teile der Stadt Rabenau (Karsdorf, Oelsa, Obernaundorf), im Westen an Freital und im Norden und Nordosten an die sächsische Landeshauptstadt Dresden. Vermutlich befindet sich die Wüstung Franken auf dem Gebiet zwischen Possendorf, Brösgen, Kleba, Golberode und Rippien.

### Gemeindegliederung
Die Gemeinde Bannewitz besteht aus den vier Ortschaften Bannewitz, Possendorf, Goppeln und Rippien. Die Ortschaften ihrerseits bestehen aus den folgenden Ortsteilen:
- Bannewitz: Bannewitz, Boderitz, Cunnersdorf, Welschhufe
- Possendorf: Börnchen, Possendorf, Wilmsdorf
- Rippien: Hänichen, Rippien
- Goppeln: Goppeln, Golberode, Gaustritz

Der Ortsteil Bannewitz besteht aus den historischen Dörfern Bannewitz, Eutschütz, Nöthnitz und Rosentitz, die jeweils in nach ihnen benannten Gemarkungen liegen.

## Geschichte

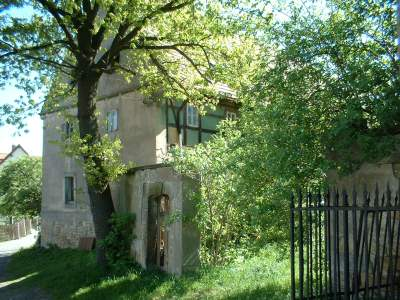
Altes Bauernhaus im Ortsteil Boderitz

Bereits vor 4000 Jahren befand sich im Bereich der B 170 eine Siedlung, im Jahr 1311 erfolgte die erste urkundliche Erwähnung als slawische Siedlung „Panewycz“. Bannewitz gehörte Anfang des 20. Jahrhunderts zur Amtshauptmannschaft Dresden, Possendorf hingegen zur Amtshauptmannschaft Dippoldiswalde. 1952 wurden die damals noch selbständigen Gemeindeteile dem neuen Kreis Freital zugeschlagen. Nach der Fusion des Landkreises Freital mit dem Landkreis Dippoldiswalde wurde Bannewitz 1994 Teil des neuen Weißeritzkreises. 1999 fusionierten die Gemeinden Possendorf und Bannewitz; wobei der Bannewitzer Ortsteil Kauscha nach Dresden eingemeindet wurde. Im August 2008 ging Bannewitz mit dem Weißeritzkreis in den neugebildeten Landkreis Sächsische Schweiz-Osterzgebirge über.

### Eingemeindungen
- 1915: Eutschütz
- 1922: Boderitz, Welschhufe
- 1923: Nöthnitz
- 1. Juli 1950: Cunnersdorf (bei Kaitz)[4]
- 1. Juli 1996: Goppeln[5]
- 1. Januar 1999: Zusammenschluss von Bannewitz und Possendorf[6]

### Entwicklung der Einwohnerzahl
Im Jahr 1552 zählte Bannewitz elf besessene Mann, im Jahr 1764 lebten hier elf besessene Mann, zwei Gärtner und drei Häusler.
Die folgende Tabelle stellt die Entwicklung der Einwohnerzahl der Gemeinde Bannewitz zum jeweiligen Gebietsstand dar.
| Jahr | Einwohner    |
| ---- | ------------ |
| 1834 | 0.121        |
| 1871 | 0.402        |
| 1890 | 0.758        |
| 1910 | 1.458        |
| 1925 | (0)3.731 (1) |
| 1939 | 3.884        |
| 1946 | 4.100        |
| 1950 | (0)4.895 (2) |
| 1964 | 4.644        |

| Jahr | Einwohner     |
| ---- | ------------- |
| 1990 | 03.340        |
| 1995 | 03.630        |
| 2000 | (0)10.105 (3) |
| 2005 | 10.742        |
| 2010 | 10.703        |
| 2015 | 10.535        |
| 2020 | 11.083        |

```
 
Anmerkungen zur Tabelle:
```

## Politik
- Grüne: 1
- BG: 1
- WFÜRB: 1
- FWB: 8
- CDU: 4
- FS: 3

### Gemeinderat
Seit der Gemeinderatswahl am 9. Juni 2024 verteilen sich die 18 Sitze des Stadtrats wie folgt auf die einzelnen Parteien und Gruppierungen:
| Liste                              | 2024   | 2024   | 2019   | 2019   | 2014   | 2014   |
| Liste                              | Sitze  | in %   | Sitze  | in %   | Sitze  | in %   |
| ---------------------------------- | ------ | ------ | ------ | ------ | ------ | ------ |
| Freie Wählergemeinschaft Bannewitz | 8      | 44,4   | 4      | 23,1   | 5      | 23,7   |
| CDU                                | 4      | 21,8   | 4      | 21,0   | 6      | 28,8   |
| Freie Sachsen                      | 3      | 15,6   | –      | –      | –      | –      |
| Wir FÜR Bannewitz                  | 1      | 07,1   | 3      | 14,6   | –      | –      |
| Grüne                              | 1      | 06,3   | 2      | 10,6   | 1      | 07,2   |
| Bürgergemeinschaft                 | 1      | 04,8   | 1      | 05,0   | 2      | 09,1   |
| AfD                                | –      | –      | 1      | 18,5   | –      | –      |
| Linke                              | –      | –      | 1      | 07,2   | 2      | 11,9   |
| Wählervereinigung BHPR             | –      | –      | –      | –      | 1      | 08,8   |
| SPD                                | –      | –      | –      | –      | 1      | 06,9   |
| FDP                                | –      | –      | –      | –      | –      | 03,7   |
| Wahlbeteiligung                    | 75,7 % | 75,7 % | 72,2 % | 72,2 % | 56,3 % | 56,3 % |

### Bürgermeister
Bürgermeister von Bannewitz ist seit dem 1. April 2022 Heiko Wersig.
| Wahl | Bürgermeister      | Vorschlag | Wahlergebnis (in %) |
| ---- | ------------------ | --------- | ------------------- |
| 2022 | Heiko Wersig       | Wersig    | 66,7                |
| 2015 | Christoph Fröse    | Fröse     | 55,8                |
| 2006 | Christoph Fröse    | Fröse     | 53,5                |
| […]  |                    |           |                     |
| 1994 | Ulrich Kretzschmar | CDU       | 84,5                |

### Wappen
Die Gemeinde Bannewitz führt nach Beschluss des Gemeinderates vom 15. Dezember 2005 ein amtlich genehmigtes Wappen.
Blasonierung: „Im Göpelschnitt geteilt; vom Silber grün bordiertes und von zwei grünen Pfahlfäden gespaltenes silbernes Gebäude mit sechs grünen Fenstern sowie grünem Dach mit Dachreiter; hinten in Silber grüne Eiche; unten in Grün drei silberne mit den Füßen verwachsene Kreuze und zwischen diesen drei silberne sechszackige Sterne.“
Bedeutung
Das Gebäude stellt den Malakowturm des Marienschachtes dar und steht für den Bergbau.
Die Eiche ist dem Possendorfer Wappen entnommen.
Dreizack und Sterne zitieren das Wappen der Familie von Schill und würdigt insbesondere Ferdinand von Schill.

### Städtepartnerschaften
Bannewitz unterhält mit der Stadt Bräunlingen in Baden-Württemberg und mit der Stadt Dubi in Tschechien eine Partnerschaft.

## Kultur und Sehenswürdigkeiten

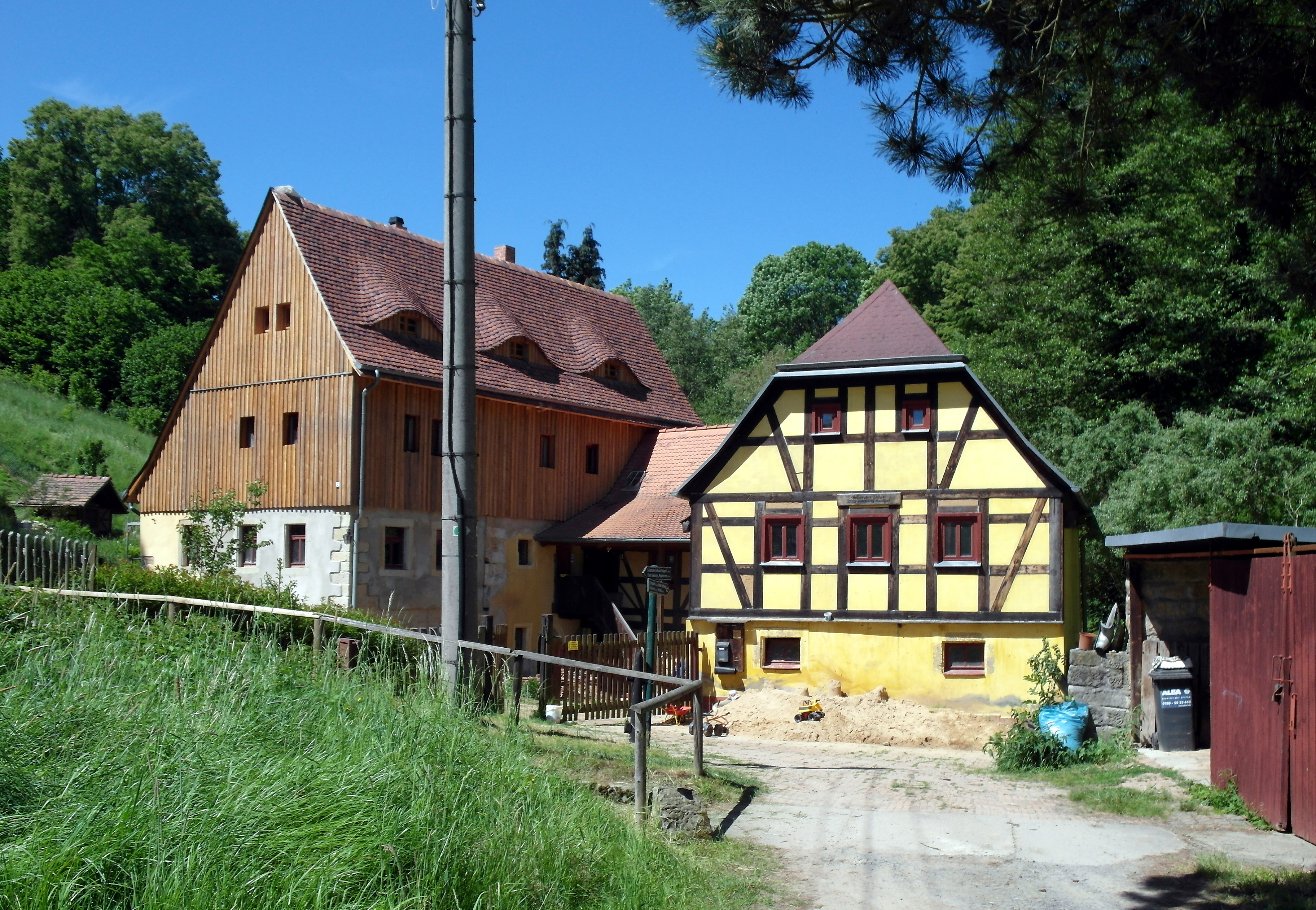
Golberoder Mühle am Gerberbach

Bannewitz wird durch ein reges kulturelles Vereinsleben geprägt. Neben drei Karnevalsvereinen, zwei Sportvereinen gibt es auch zwei Musikvereine und viele weitere kleinere Vereine:
- Karnevalsklub e. V. Bannewitz
- Schützen- und Karnevalsverein e. V. Goppeln
- Karnevalsverein e. V. Possendorf
- SV Bannewitz e. V.
- SG Empor Possendorf e. V.
- Possendorfer Teichfliegenverein e. V.
- Musik-, Tanz- und Kunstschule Bannewitz e. V.
- Musikverein Bannewitz e. V.
- Feuerwehrverein Bannewitz
- Feuerwehrverein Possendorf
- Feuerwehr und Dorfverein Goppeln-Hänichen e.V
- Motocross Club Bannewitz e.V

### Museen
Das Bergbau- und Regionalmuseum Marienschacht zeigt teilweise verschiedene Ausstellungen sowie eine Dauerausstellung zum Thema Bergbau.

### Bauwerke

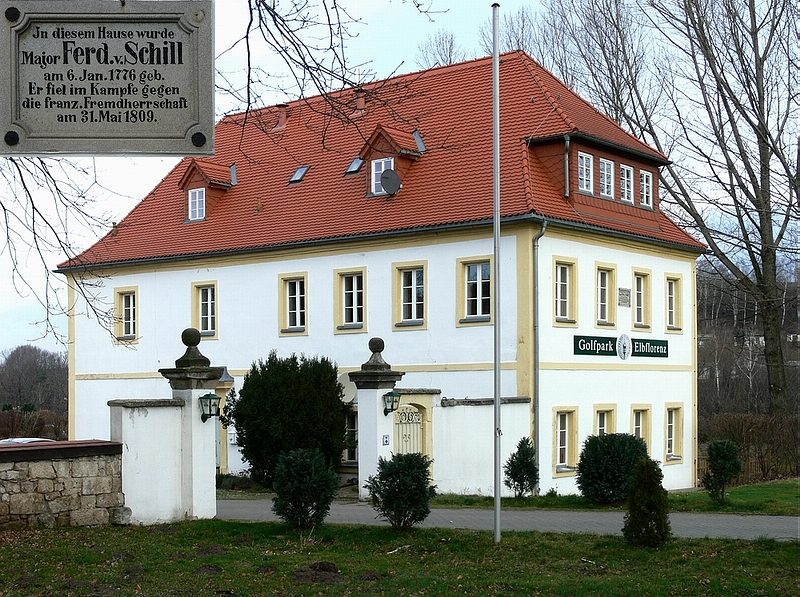
Geburtshaus von Ferdinand von Schill in Wilmsdorf

- Triangulationssäule und markanter 63 m hoher Mobilfunkturm auf dem Gohlig (Goldene Höhe)
- Malakowturm des Marienschachts: Der 1891 erbaute letzte deutsche Malakowturm. Markantes Bauwerk von Bannewitz, findet sich auch im Wappen wieder
- Windmühle Possendorf: Besichtigungen möglich
- Schloss Nöthnitz: 1635 erbautes und 1870 verändertes Renaissanceschloss. Das Schloss war im 18. Jahrhundert im Besitz des Heinrich Graf von Bünau und beherbergte dessen Bibliothek mit über 42 000 Bänden.
- Bannewitzer Kirche: Sie wurde 1864 als Schule erbaut und diente der Dresdner Kreuzkirchengemeinde ab 1877 als Betsaal. 1885 wurde vor das Gebäude ein Kirchturm gesetzt, dies ist einmalig im Freistaat Sachsen.
- Possendorfer Kirche: Das Wahrzeichen des Ortsteils, mit ihrem 57 Meter hohen Turm. Die Grundmauern stammen aus dem Jahre 1521, der Hauptteil der Kirche wurde 1595/96, die Apsis im 14. Jh. erbaut. Bauliche Veränderungen gab es im 17. und 18. Jahrhundert.
- Gasthof auf dem Lerchenberg mit Aussichtsturm ins Osterzgebirge

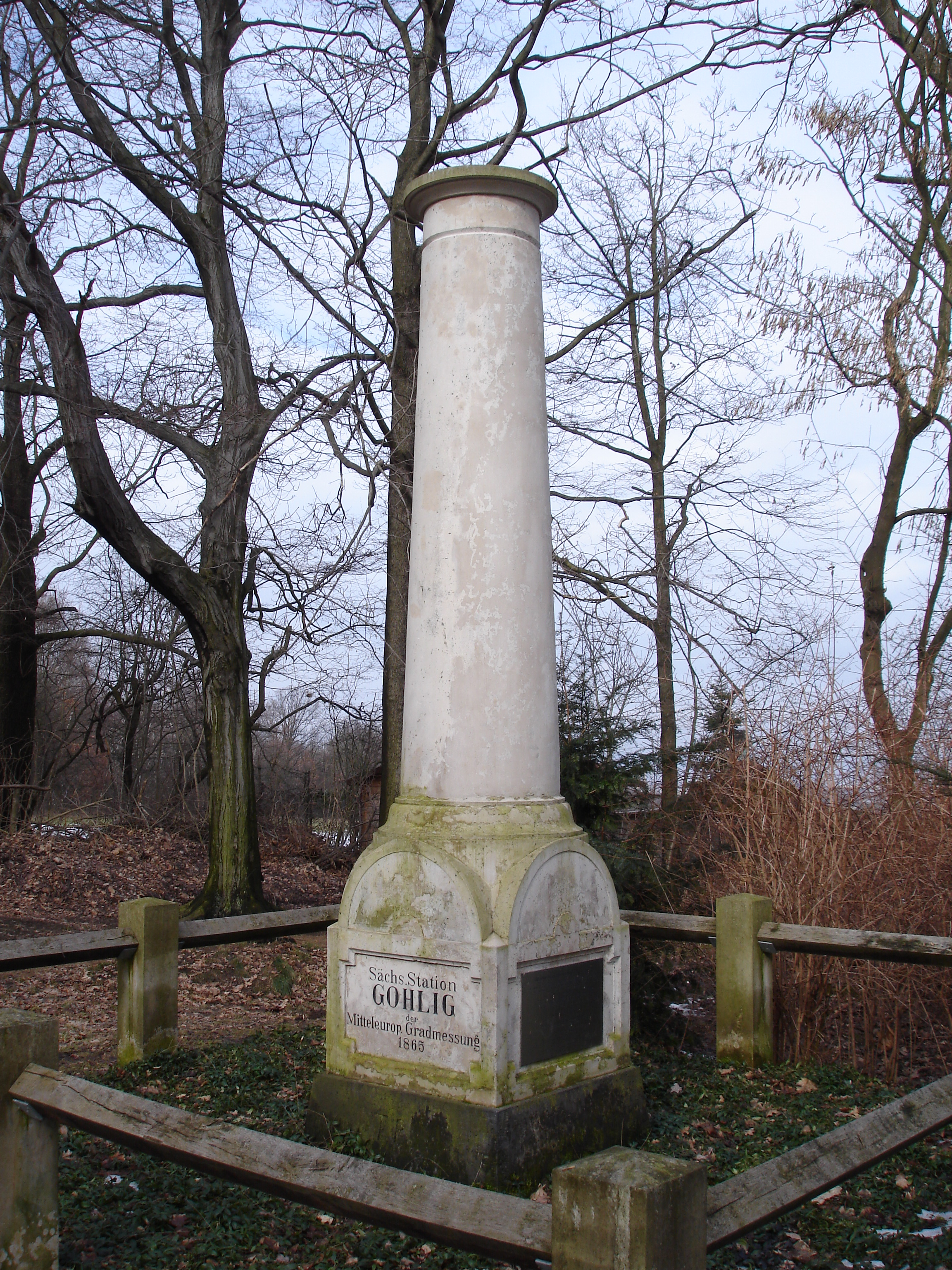
Triangulationssäule auf der Gohlig
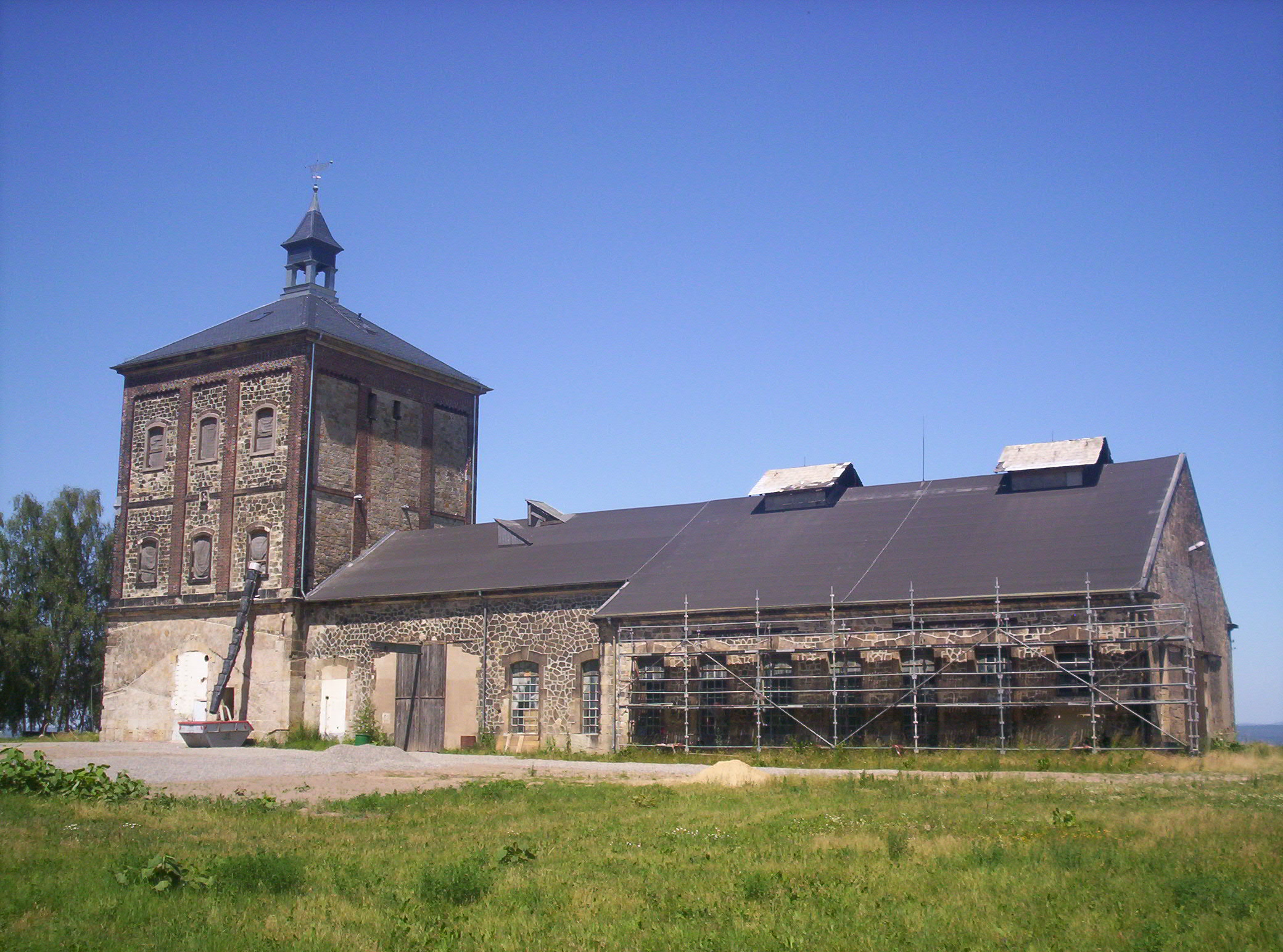
Marienschacht
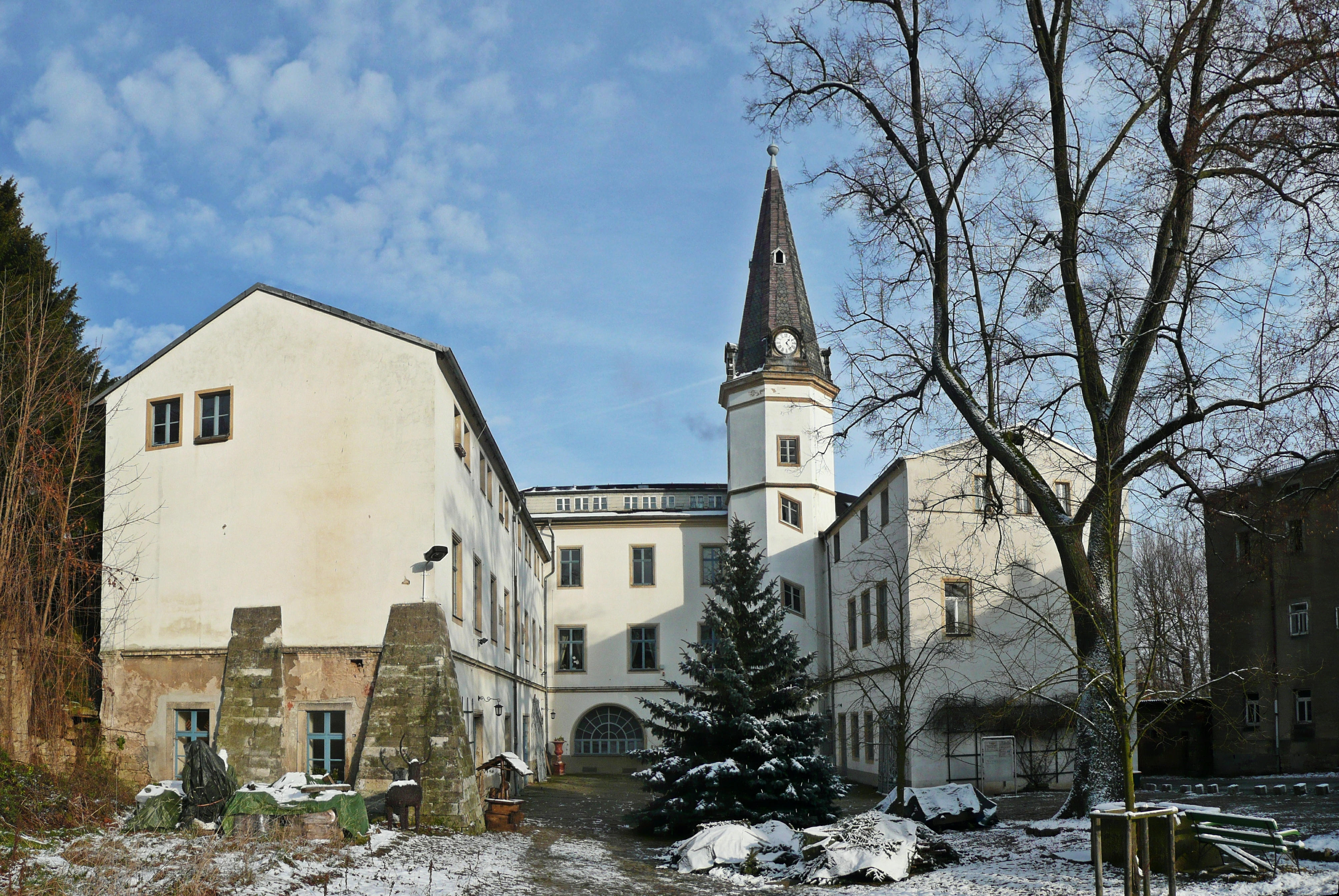
Schloss Nöthnitz
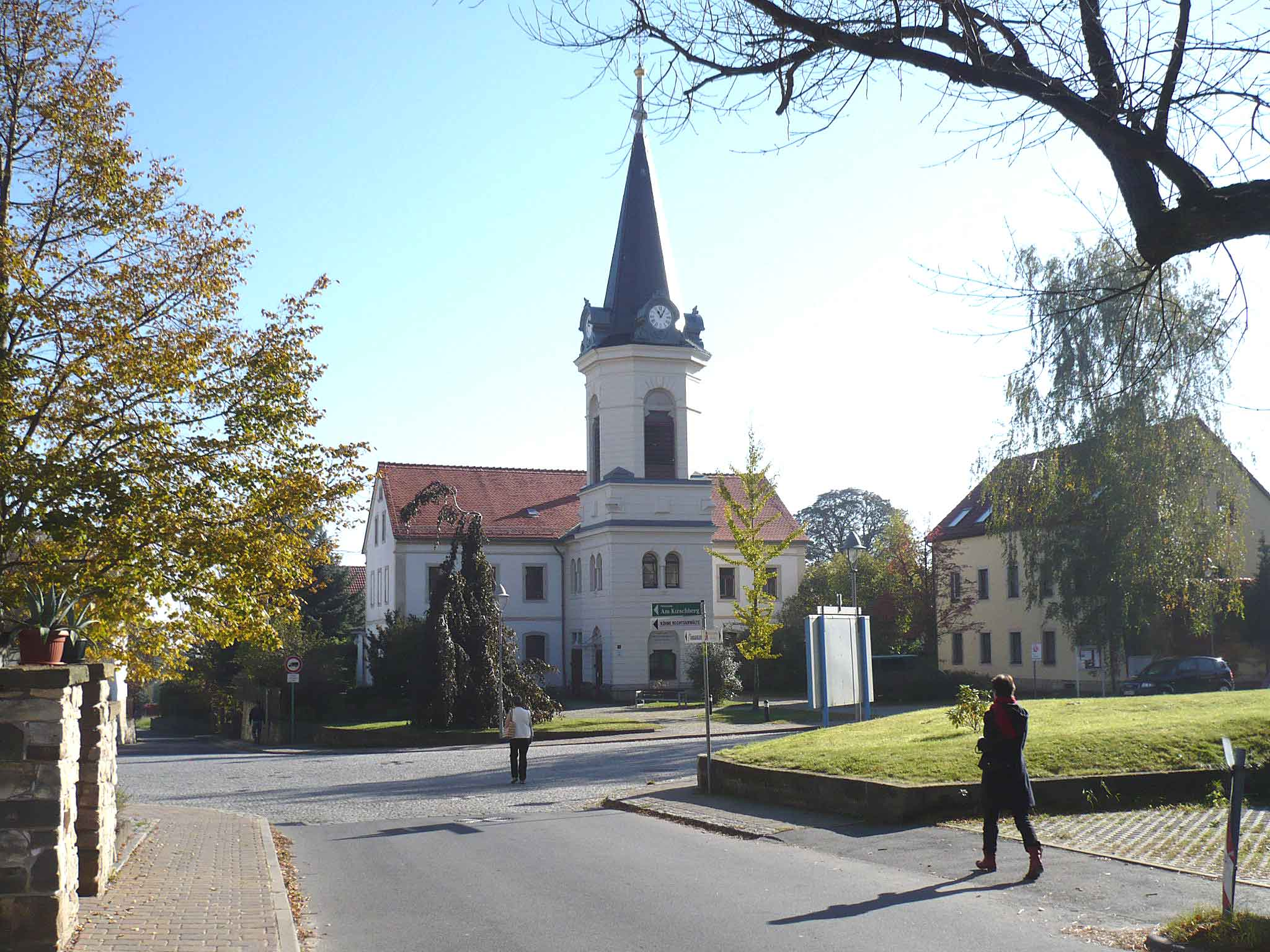
Bannewitzer Kirche
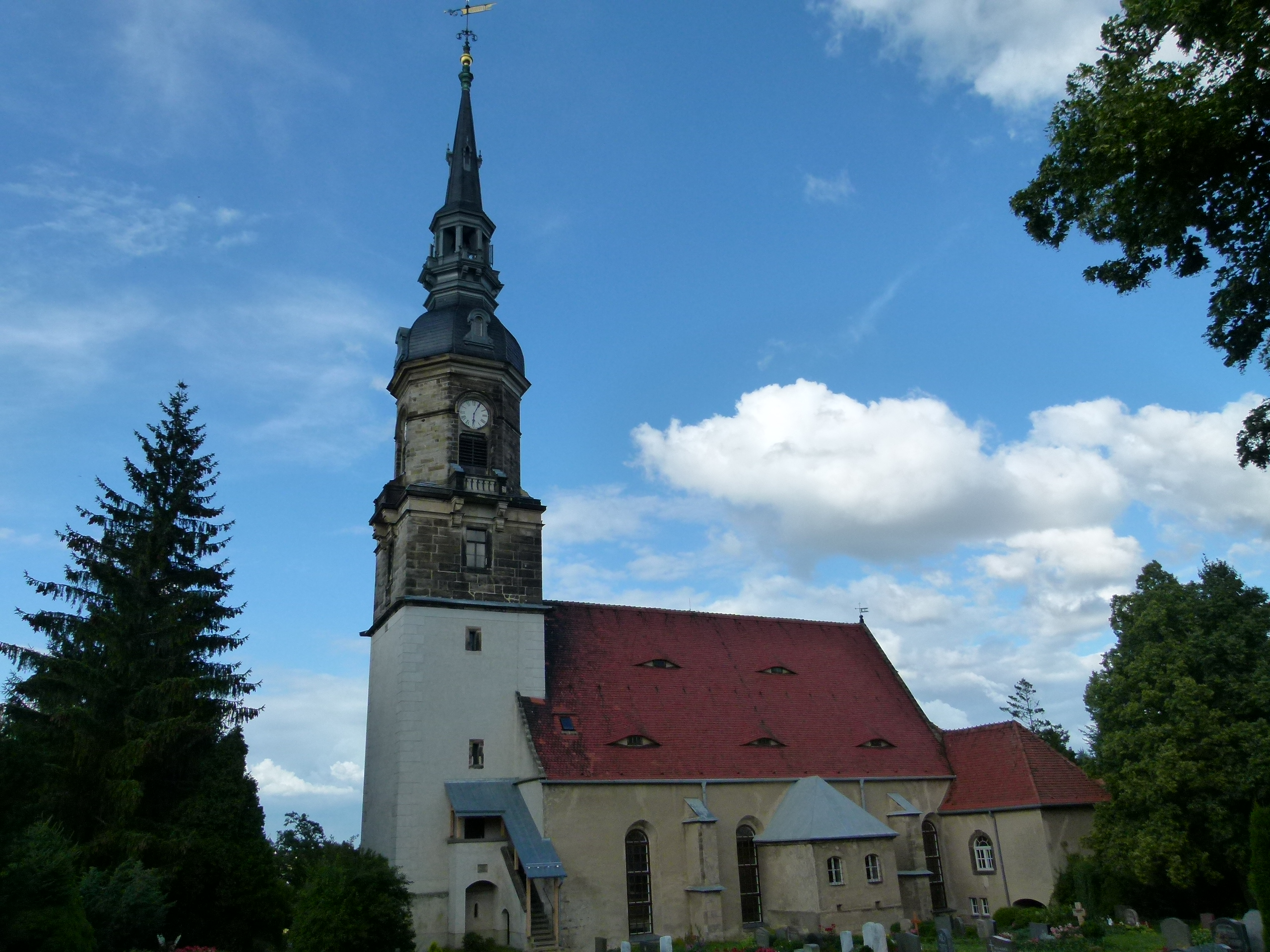
Possendorfer Kirche

### Parks
Am nordöstlichen Rand von Bannewitz befindet sich der Schlosspark Nöthnitz, an welchen das Schloss Nöthnitz grenzt. Im Ortsteil Possendorf, in der Nähe der Schulstraße, befindet sich zudem ein Schulpark. Ein weiterer Park, der Lunapark, befindet sich auf dem Rücken des Gohligs am nördlichen Rand des Ortsteils Hänichen. Von hier kann nach Dresden, über das Elbtal, bis in die Sächsische und Böhmische Schweiz sowie in das Osterzgebirge geblickt werden.

### Sportvereine
- SV Bannewitz e. V. Der Sportverein verfügt über die Abteilungen Fußball, Tischtennis, Volleyball und Schach. Dabei vertritt die 1. Mannschaft der Schachabteilung den Verein in der Oberliga und die 1. Mannschaft der Tischtennisabteilung in der Bezirksliga. Im Fußball spielte der SV Bannewitz seit der Saison 2006/2007 in der Landesliga Sachsen, musste aber nach der Saison 2009/10 in die Bezirksliga Dresden (später Mitte) absteigen.
- SG Empor Possendorf e. V. verfügt über die Abteilungen Fußball, Volleyball, Popgymnastik und Turnen. Insgesamt hat der Verein 510 Mitglieder die Freizeit- und Wettkampfsport betreiben. Beim Fußball konnte die 1. Männermannschaft in die Bezirksliga Staffel Mitte aufsteigen.
- Der ehemalige Motorclub MC Bannewitz war Nutzer der inzwischen geschlossenen Motocross-Strecke An der Senke, die durch und um eine Kiesgrube führte. Dort wurden zwischen 1966 und 1989 Moto-Cross- und Auto-und-Moto-Cross-Veranstaltungen durchgeführt. Aus dem MC Bannewitz kam im Jahre 1969 mit Heiner Wirth der DDR-Meister im Motocross in der Klasse bis 125 cm³.

### Regelmäßige Veranstaltungen
- Feuerwehrfest Bannewitz (Ende April / 1. Mai)
- Feuerwehrfest in Cunnersdorf (Anfang Mai)
- Muttertagsfeier des Musikvereins (Muttertag – 2. Sonntag im Mai)
- Volleyballturnier um den Bürgermeisterpokal (Ende Mai bzw. Anfang Juni)
- Bannewitzer Sommerfest der Künste (Mitte Juni)
- Bannewitzer KulturTage (Ende Juni / Anfang Juli)
- Possendorfer Filmfest mit Teichfliegen (Mitte August)
- Motocross Veranstaltung
- Possendorfer Oktoberfest (Anfang Oktober)
- Weihnachtsstübl in der KulturTankstelle (1. Advent)
- Possendorfer Weihnachtsmarkt (1. Advent)
- Weihnachtsmarkt Schloss Nöthnitz (Samstag/Sonntag 2. Advent)
- Glühweinfest in Hänichen (Mitte Dezember)
- Weihnachtskonzert der Musik-, Tanz- und Kunstschule Bannewitz in der Bannewitzer Kirche (Samstag vor dem 3. Advent)
- Gaustritzer Adventskalender (Adventswochenenden)#
- Freitaler Windbergfest Mitte September am Wochenende

## Wirtschaft und Infrastruktur

### Verkehr
Durch die Gemeinde Bannewitz führte ab 1856 die Windbergbahn von Potschappel, welche ursprünglich als Industriebahn zur Abfuhr der bei Hänichen und am Windberg geförderten Steinkohlen gebaut wurde. Nach der Aufnahme des Personenverkehrs und der Verlängerung bis Possendorf 1909 entwickelte sich die Verbindung zu einer bedeutenden Ausflugsbahn. 1951 wurde die Strecke stillgelegt und abgebaut. Als heute wichtigste Verbindungsstraße der Gemeinde gilt die Bundesstraße 170. Im Süden des Gemeindegebiets beginnt sie im Ortsteil Rundteil, verläuft durch Possendorf, Hänichen und Bannewitz. Im Nördlichen Teil der Gemeinde befindet sich die Auffahrt Dresden-Südvorstadt zur Autobahn A17.

### Landwirtschaft
Das Rittergut Nöthnitz musste infolge der Bodenreform 1946 seine Ländereien an Neubauern aufteilen. 1949 wurde die MAS Bannewitz gegründet, welche 1952 in die 1952 gegründete LPG Fortschritt Bannewitz überging. 1958 hatte diese einen sechsställigen Rinderoffenstall mit Milchkühen an der Horkenstraße und Schweineställe in Kleinnaundorf in Betrieb. Im ehemaligen Rittergut Nöthnitz war die Werkstatt untergebracht. Seit den 1990er Jahren gehören Teile der aufgelösten LPG Freundschaft und Fortschritt Bannewitz der Dresdner Vorgebirgs Agrar AG. Nach der Deutschen Einheit entstanden auch etliche Wiedereinrichter.

### Medien
- Sächsische Zeitung, Lokalausgabe Freital
- Bannewitzer Amtsblatt

### Bildung
- Grundschule Possendorf
- Grund- und Oberschule Bannewitz
- Musik-, Tanz- und Kunstschule Bannewitz
- Musikschule Bannewitz (KulturTankstelle)

## Trivia
Von 1961 bis 1963 nannten sich die Maler Karlheinz Effenberger, Gerhard Floß, Hannes Meier und Horst Holinski Kollektiv Bannewitz, weil sie als Studenten Ende der 1950er Jahre im Ort zum Arbeitseinsatz in der Landwirtschaft waren.

## Persönlichkeiten

### Söhne und Töchter der Gemeinde
- Ferdinand von Schill (1776–1809), preußischer Offizier
- Ernst Sommerschuh (1844–1905), Architekt
- Karl Otto Uhlig (1872–1950), sächsischer Innenminister (1919–1920); Gemeinderatsmitglied (1899–1902)
- Otto Uhlig (1902–1984), Arbeitsamtsdirektor
- Curt Querner (1904–1976), Maler (Vertreter der Neuen Sachlichkeit)
- Kurt Pietsch (Kurt Pětš) (1912–1998), Ornithologe
- Wilfried Seidel (* 1939), Politiker
- Heiner Wirth (* 1942), DDR-Meister im Motocross in der Klasse bis 125 cm³
- Torsten Michel (* 1977), Sternekoch im Restaurant Schwarzwaldstube in Baiersbronn, ausgezeichnet mit 3 Michelinsternen

### Persönlichkeiten, die vor Ort gewirkt haben
- Johann Joachim Winckelmann (1717–1768), Archäologe, Antiquar und Kunstschriftsteller, Bibliothekar auf Schloss Nöthnitz
- Theodor Reuning (1807–1876), Agronom, Jurist
- Josef Eduard Tammer (11. April 1883, Schirgiswalde – 19. März 1959, Oberlausitz), Maler
- Augustina Schumacher (bürgerlicher Name Maria Katharina Clara Schumacher) (1887–1945), Gründerin der Kongregation der Nazarethschwestern vom hl. Franziskus in Goppeln